# Montagnac-sur-Auvignon
Montagnac-sur-Auvignon is een gemeente in het Franse departement Lot-et-Garonne (regio Nouvelle-Aquitaine) en telt 497 inwoners (1999). De plaats maakt deel uit van het arrondissement Nérac.

## Geografie
De oppervlakte van Montagnac-sur-Auvignon bedraagt 22,7 km², de bevolkingsdichtheid is 21,9 inwoners per km².
De onderstaande kaart toont de ligging van Montagnac-sur-Auvignon met de belangrijkste infrastructuur en aangrenzende gemeenten.

## Demografie
Onderstaande figuur toont het verloop van het inwonertal (bron: INSEE-tellingen).